# Penisola che non c'è
Penisola che non c'è è il primo album in studio del rapper italiano Fedez, pubblicato il 12 marzo 2011 dalla Badaboom Edizioni.

## Descrizione
Il disco si compone di tredici brani, tutti prodotti dal beatmaker calabrese JT, è stato finanziato dal rapper stesso con una spesa pari a 500 euro. Come deducibile dal titolo, i testi dei brani affrontano tematiche di attualità, trattando principalmente le prospettive dell'artista riguardanti i problemi della società e del sistema politico della Repubblica Italiana.
Il 18 giugno 2013 Penisola che non c'è è stato ripubblicato dalla Best Sound in formato CD, presente nell'edizione speciale del terzo album Sig. Brainwash - L'arte di accontentare, e anche in formato digitale sull'iTunes Store. Grazie alla ripubblicazione, Penisola che non c'è è entrato nella classifica italiana degli album alla posizione 92. Successivamente sono state ristampate edizioni CD e LP stand-alone.

## Tracce
Testi e musiche di Federico Lucia e Antonio Galbiati.
1. Penisola che non c'è – 2:59
2. Tutto il contrario – 2:25
3. Non basta mai – 3:04
4. Volevo fare il rapper – 2:04
5. 3 di notte – 3:05
6. Contenuti – 3:07
7. Listino prezzi – 2:51
8. Ti vorrei dire – 3:39
9. Skit Cumenda – 0:44
10. Appeso a testa in giù – 3:06
11. God War – 3:48
12. Ninna nanna – 2:58
13. Skit Non entro nel locale – 1:58

## Classifiche
| Classifica (2013) | Posizione massima |
| ----------------- | ----------------- |
| Italia            | 92                |